# ゲイブリエル・ヒューズ
- ガブリエル・ヒューズ

ゲイブリエル・アレクサンダー・ヒューズ（Gabriel Alexander Hughes, 2001年8月22日 - ）は、アメリカ合衆国アラスカ州アンカレッジ出身のプロ野球選手（投手）。右投右打。MLBのコロラド・ロッキーズ傘下所属。

## 経歴
2022年のMLBドラフト1巡目（全体10位）でコロラド・ロッキーズから指名され、プロ入り。契約金は400万ドル。傘下のA級フレズノ・グリズリーズでプロデビューした。
2023年はA+級スポケーン・インディアンスで開幕を迎えた。

## 家族
祖父のドナルドは元プロ野球選手で、デトロイト・タイガース傘下でプレーしていた。
兄弟が5人おり、そのうち4人は養子である。